# Skyways
Skyways es una serie australiana transmitida del 9 de julio de 1979 hasta el 27 de julio de 1981 por medio de la cadena Seven Network. El drama fue creado por Jock Blair y Terry Stapleton.
La serie ha contado con la participación invitada de los actores Kylie Minogue, Bruce Spence, Jason Donovan, Jackie Woodburne, Lewis Fitz-Gerald, Cornelia Frances, Judith McGrath, Danny Adcock, Judy Nunn, Doug Scroope, Alan Hopgood, Stefan Dennis, Penny Cook, Ray Meagher, Debra Lawrance, Tracy Mann, Tom Oliver, Anne Phelan, Dannii Minogue, William Zappa, Anne Charleston, Ron Falk, entre otros...
En febrero de 1981 se anunció que la serie había sido cancelada.

## Historia
La serie se estableció en el aeropuerto de ficción "Pacific International Airport" y en la vida de los pilotos, el personal de la aereolínea y del equipo directivo que trabajaban ahí.

## Personajes

### Personajes Principales
| Actor           | Personaje               | Ocupación                                     | N.º de Episodios | Duración          |
| --------------- | ----------------------- | --------------------------------------------- | ---------------- | ----------------- |
| Tina Bursill    | Louise Carter           | Administradora                                | 109              | 1979 - 1981       |
| Bill Stalker    | Peter Fanelli           | Jefe de Seguridad del Aeropuerto/ex-Detective | 109              | 1979 - 1981       |
| Ken James       | Simon Young             | Controlador del Tránsito Aéreo                | 108              | 1979 - 1981       |
| Brian James     | George Tippett          | Administrador                                 | 108              | 1979 - 1981       |
| Gaynor Martin   | Mandy MacFarlane        | Azafata de la Aereolínea "Trans Asia Airways" | 91               | 1979 - 1981       |
| Andrew McKaige  | Alan MacFarlane         | Camarero del Bar del Aeropuerto               | 83               | 1979 - 1981       |
| Gerard Kennedy  | Gary Doolan             | Gerente del Aeropuerto                        | 62               | 1979 - 1981       |
| Maurie Fields   | Chas "The Judge" Potter | Portero                                       | 51               | 1979              |
| Kerry Armstrong | Angela Murray           | Empleada del Mostrador de Información         | 49               | 1979, 1980 - 1981 |
| Kris McQuade    | Faye Peterson           | Dependienta de la Tienda del Aeropuerto       | 49               | 1979              |
| Susanna Lobez   | Janet Patterson-Doolan  | -                                             | 46               | 1979              |

### Personajes Recurrentes
| Actor            | Personaje         | Ocupación              | N.º de Episodios | Duración    |
| ---------------- | ----------------- | ---------------------- | ---------------- | ----------- |
| Carmen Duncan    | Elaine MacFarlane | -                      | 30               | 1979        |
| Kit Taylor       | Tim Barclay       | Piloto                 | 24               | 1981        |
| Irene Inescort   | Mrs. Young        | -                      | 15               | 1979        |
| Peter Byrne      | Jerry Anderson    | -                      | 13               | 1979        |
| Barry Creyton    | John Hunter       | -                      | 13               | 1979        |
| Bevan Wilson     | Russell Bennett   | -                      | 13               | 1979        |
| Adam Lloyd       | Sam Patterson     | -                      | 12               | 1979        |
| Kathryn Dagher   | Anne Williamson   | Azafata                | 10               | 1979        |
| Michael Duffield | Sir Joseph Miles  | Dueño de la Aereolínea | 9                | 1979 - 1981 |
| Kylie Foster     | Belinda Phipps    | -                      | 9                | 1979        |
| Penelope Stewart | Barbie Beach      | Secretaria             | 2                | 1981        |

### Antiguos Personajes
| Actor            | Personaje              | Ocupación                          | N.º de Episodios | Duración    | Estado | Causa                                                   |
| ---------------- | ---------------------- | ---------------------------------- | ---------------- | ----------- | ------ | ------------------------------------------------------- |
| Joanne Samuel    | Kelly Morgan-Young     | Secretaria del Jefe del Aeropuerto | 108              | 1979 - 1981 | Viva   | decidió mudarse a los Estados Unidos para recibir ayuda |
| Bartholomew John | Nick Grainger          | Piloto                             | 59               | 1979 - 1981 | Viva   | -                                                       |
| Tony Bonner      | Paul MacFarlane        | Gerente del Aeropuerto             | 55               | 1979        | Vivo   | se mudó a Londres                                       |
| Bruce Barry      | Douglas "Doug" Stewart | Capitán/Piloto                     | 50               | 1979        | Vivo   | se mudó a Hong Kong con Jacki                           |
| Deborah Coulls   | Jacki Soong            | Azafata                            | 50               | 1979        | Viva   | se mudó a Hong Kong con Doug                            |
| Judy Morris      | Robyn Davies           | Azafata                            | 12               | 1979        | Muerta | asesinada a puñaladas en la ducha por Fiona Woods       |

## Producción
La serie fue grabada principalmente en un estudio de televisión, para varias escenas interiores "Colour Separation Overlay" creó la ilusión de un aeropuerto ajetreado con aviones y muchas de las escenas exteriores se grabaron en el aeropuerto de Melbourne.
La serie fue transmitida por toda Europa durante la década de mediados de los 80 por la cadena Sky One, también se emitió en el Reino Unido por medio del canal Lifestyle durante 1990 de lunes a viernes a la 1.00pm.